# John William Casilear

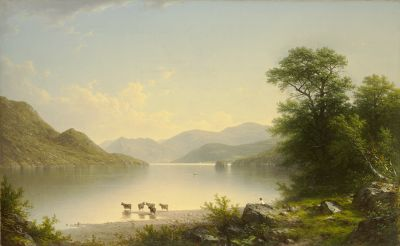
Jezioro George, 1860

John William Casilear (ur. 25 czerwca 1811, zm. 17 sierpnia 1893) – amerykański malarz pejzażysta, reprezentant Hudson River School.
Urodził się w Nowym Jorku. W latach 1827–31 uczył się rytownictwa u Petera Maverick`a i malarstwa od 1831 r. u Ashera Browna Duranda. Pierwsze prace wystawił już w 1833 w National Academy of Design w Nowym Jorku. W latach 1840–43 podróżował po Europie. Zainteresowania twórcze Casileara rozwijały się powoli w kierunku pejzażu, często odwiedzał on i malował Góry Białe w New Hampshire, po 1850 r. zawodowo zajął się malarstwem.
Casilear był pełnym członkiem National Academy of Design i Century Association od 1851 r. Miał studio przy West 10th Street, jego przyjaciółmi byli Benjamin Champney i Thomas Cole. Zmarł w 1893 w Saratoga Springs. Jego prace prezentowane są w  Metropolitan Museum of Art i National Gallery of Art.